# Hans Otte
Pour les articles homonymes, voir Otte.
Hans Günther Franz Otte (né le 3 décembre 1926 à Plauen, mort le 25 décembre 2007 à Brême) est un compositeur et pianiste allemand.

## Biographie

### Enfance et formation
Issu d'une famille de pharmaciens mélomanes, Hans Otte grandi à Dyhernfurth (aujourd'hui Brzeg Dolny), près de Wroclaw. Dès l'âge de cinq ans, il est fasciné par les arts, imaginant des drames qu'il met en scène dans le cercle familial. Il construit lui-même le décor. 
Il reçoit une formation pianistique auprès de Bronisław von Poźniak dans les années 1930. Depuis, il compose des pièces pour piano et des pièces instrumentales, un concerto pour piano à neuf ans, une première symphonie à 14 ans. À 16 ans, il est appelé au service du travail obligatoire (comme en France) du Reich en Tchécoslovaquie et un an plus tard il est incorporé comme opérateur radio dans la Kriegsmarine à Kiel, base où il a effectué son service militaire. Il reste sur la mer Baltique jusqu'en 1945.
À partir de 1946, Hans Otte étudie parallèlement la composition avec Kurt Rasch et la direction d'orchestre avec Hermann Abendroth au conservatoire de Weimar, ainsi que les arts plastiques et le théâtre à l'école d'art dramatique Stanislawski. La même année, il remporte un le Prix d'État de Weimar pour l'improvisation.
De 1948 à 1950, il poursuit ses études de piano à Stuttgart avec Arno Erfurth et de composition avec Johann Nepomuk David. En 1950, il part à l'Université de Yale à New Haven pour étudier la composition avec Paul Hindemith, puis l'orgue avec Fernando Germani à Sienne, mais il quitte rapidement l'Italie pour se perfectionner en tant que pianiste à Stuttgart. Participant régulièrement aux master classes de Walter Gieseking à Sarrebruck de 1954 à 1956, Hans Otte travaille comme accompagnateur, compositeur et pianiste concertiste. Un premier enregistrement sur disque est réalisé en 1955 avec l'Orchestre philharmonique de Berlin sous la direction de Paul Hindemith.

### Radio Bremen
À la suite d'un séjour d'études à la Villa Massimo à Rome (1959), Radio Bremen l'engage. A 32 ans, il devient le plus jeune musicien de l'ARD. 
Parallèlement à sa propre carrière d'artiste, il déploie jusqu'en 1984 une révolution musicale dans le paysage allemand ; il fait de la ville de Brême, une adresse de premier plan en ayant fondé deux festivals : pro musica antiqua et pro musica nova.
Otte vit à Brême depuis 1959 en tant que musicien et artiste intermédiaire et également actif en tant que radiodiffuseur jusqu'en 1984, organiste et pianiste jusqu'en 1999, auteur de textes et de théâtre musical, installateur sonore, artiste visuel et compositeur. En 1999, Otte est honoré du titre de Professeur honoraire par la Hochschule für Künste de Brême pour l'ensemble de sa carrière.

### Relations avec ses contemporains
Encourageant la création, Hans Otte a toujours été en contact avec la pointe contemporaine des compositeurs, interprètes, hommes de théâtre, artistes visuels et philosophes. Même émergents, il leur a passé de multiples commandes. Le musicologue Ingo Ahmels montre qu'il est l'instigateur d'une centaines d'oeuvres :  de Safford Cape à Nikolaus Harnoncourt, de John Cage à Karlheinz Stockhausen. Et ce jusqu'aux États-Unis : de La Monte Young à Terry Riley, de David Tudor à Herbert Henck, de Theodor W. Adorno à Ernst Bloch et de Wolf Vostell à Nam June Paik.

## Influences
Dans ses œuvres des années 1950 et 1960 influencées par la Seconde École de Vienne et le sérialisme, comme ses Passages pour piano et orchestre (OWV 24, 1966), hués lors de leur création à Donaueschingen, Otte ne renonce jamais à l'utilisation de sons consonants, qui étaient « proscrits dans les temples absolutistes de la nouvelle musique » en tant que « moyens de création politiquement incorrects ».
Le sens des nouvelles sonorités d'Otte, formé à la tradition, s'est révélé de manière exemplaire dans le cycle pour piano en douze parties Das Buch der Klänge (OWV 42, 1979-1982). Tout en respectant la tradition pianistique européenne, il y a condensé - avec des traces de Schubert, Chopin, Debussy, Ravel, Satie et de la musique minimale américaine - une synthèse raffinée et toujours fluide d'univers sonores et formels anciens et nouveaux. Le Livre des sons, une composition très populaire pour les œuvres de musique électronique contemporaine, a jusqu'à présent été largement diffusé dans le monde entier - dans le propre enregistrement d'Otte de 1983. Cette œuvre, réenregistrée en 1997 par Herbert Henck est également remarquée par de plus en plus d'interprètes dans le monde des concerts internationaux.
Avec son deuxième grand cycle pour piano, Livre d'heures (OWV 62, 1991-1998), Otte poursuit sa théorie de l'ouverture intégrative, en se concentrant cette fois encore plus sur « l'essentiel, apparemment simple » : Le dialogue vécu par Otte avec la tradition zen japonaise, qui a commencé presque en même temps qu'une amitié de plusieurs décennies avec John Cage et s'est poursuivi lors de plusieurs séjours au Japon, a conduit le compositeur à son travail sonore ouvert, qui « laisse libre » l'auditeur et l'interprète (tout à fait dans le sens de Cage), mais qui ne nécessite pas de techniques aléatoires. En quelque sorte enracinées dans l'air, les 48 miniatures du livre d'heures évoquent, malgré le maintien presque constant de la polyphonie, des « plantes sonores » harmoniquement complexes. En 2000, Otte a de nouveau présenté le cycle achevé dans son propre enregistrement.
Partager directement avec ses semblables l'expérience de l'écoute, révéler les beautés du son qui renvoie à soi-même et ouvrir ainsi des horizons à la pensée philosophique et aux sentiments spirituels, tels sont les désirs moteurs qui se rattachent également aux nombreux travaux multimédias d'Otte. Depuis l'objet sonore direct et archétypique Atem (OWV KI 1, 1972) jusqu'à l'œuvre raffinée Namenklang (OWV KI 16, 1995), qui transforme le son de la parole en musique spatiale chorale, Otte n'a cessé de développer ce groupe d'œuvres. D'une grande précision formelle, les quelque 50 installations et sculptures sonores d'Otte, ses installations lumineuses et sonores, ses séries d'images, ses vidéos et ses 17 pièces de théâtre musical utilisent un éventail de techniques de création artistique extrêmement large pour une seule et même personne.

## Œuvre
- Le 20 novembre 2006 est parue la publication bilingue (allemand/anglais) Hans Otte - Klang der Klänge / Sound of Sounds (livre avec DVD/CD) d'Ingo Ahmels, éditée chez Schott par Rolf W. Stoll. Outre des documents audiovisuels tels que des entretiens avec Hans Otte, Herbert Henck et Hans-Joachim Hespos, l'ouvrage contient entre autres une biographie détaillée d'Otte, son catalogue d'œuvres, un médiapool ainsi que des études sur la création artistique, notamment la conception harmonique du compositeur.
- Des CD de sa musique sont notamment parus sur les labels Amiata Records (ARNR 0394), Kuckuck (Celestial Harmonies), ECM et Dacapo.